# Нижний Каршли
Нижний Каршли (дарг. УбяхI Хъаршли) — село в Акушинском районе Дагестана. Входит в состав сельского поселения «Сельсовет Кассагумахинский».

## Географическое положение
Расположено в 29 км к югу от районного центра села Акуша, на р. Хуникотты (бассейн р. Кулахерк).

## Население
| 1926 | 1939 | 1970 | 1989 | 2002 | 2010 | 2021 |
| ---- | ---- | ---- | ---- | ---- | ---- | ---- |
| 67   | ↗73  | ↘50  | ↗59  | ↗60  | ↗81  | ↘78  |